# Ancyloscelis gigas
Ancyloscelis gigas là một loài Hymenoptera trong họ Apidae. Loài này được Friese mô tả khoa học năm 1904.